# Canthidium darwini
Canthidium darwini är en skalbaggsart som beskrevs av Kohlmann och M. Alma Solis 2009. Canthidium darwini ingår i släktet Canthidium och familjen bladhorningar. Inga underarter finns listade.